# Communauté de communes des Causses à l’Aubrac
Die Communauté de communes des Causses à l’Aubrac ist ein französischer Gemeindeverband mit der Rechtsform einer Communauté de communes im Département Aveyron in der Region Okzitanien. Sie wurde am 23. November 2016 gegründet und umfasst 17 Gemeinden. Der Verwaltungssitz befindet sich im Ort Palmas d’Aveyron.

## Historische Entwicklung
Der Gemeindeverband entstand mit Wirkung vom 1. Januar 2017 durch die Fusion der Vorgängerorganisationen
- Communauté de communes du Canton de Laissac,
- Communauté de communes du Pays d’Olt et d’Aubrac und
- Communauté de communes du Lot et de la Serre.

Außerdem schlossen sich alle Gemeinden der aufgelösten Communauté de communes du Lot et de la Serre zu einer Commune nouvelle unter dem Namen Sévérac d’Aveyron zusammen, die ebenfalls dem hiesigen Verband beitrat.

## Mitgliedsgemeinden
| Gemeinde                                      | Einwohner 1. Januar 2022 | Fläche km² | Dichte Einw./km² | Code INSEE | Postleitzahl |
| --------------------------------------------- | ------------------------ | ---------- | ---------------- | ---------- | ------------ |
| Bertholène                                    | 1.049                    | 46,96      | 22               | 12026      | 12310        |
| Campagnac                                     | 437                      | 41,88      | 10               | 12047      | 12560        |
| Castelnau-de-Mandailles                       | 567                      | 35,87      | 16               | 12061      | 12500        |
| Gaillac-d’Aveyron                             | 326                      | 29,03      | 11               | 12107      | 12310        |
| La Capelle-Bonance                            | 91                       | 14,12      | 6                | 12055      | 12130        |
| Laissac-Sévérac l’Église                      | 2.148                    | 33,90      | 63               | 12120      | 12310        |
| Palmas d’Aveyron                              | 1.027                    | 43,58      | 24               | 12177      | 12310, 12340 |
| Pierrefiche                                   | 293                      | 17,10      | 17               | 12182      | 12130        |
| Pomayrols                                     | 118                      | 23,10      | 5                | 12184      | 12130        |
| Prades-d’Aubrac                               | 310                      | 46,64      | 7                | 12187      | 12470        |
| Saint Geniez d’Olt et d’Aubrac                | 2.167                    | 90,17      | 24               | 12224      | 12130        |
| Saint-Laurent-d’Olt                           | 631                      | 28,74      | 22               | 12237      | 12560        |
| Saint-Martin-de-Lenne                         | 334                      | 9,48       | 35               | 12239      | 12130        |
| Saint-Saturnin-de-Lenne                       | 325                      | 33,81      | 10               | 12247      | 12560        |
| Sainte-Eulalie-d’Olt                          | 371                      | 17,48      | 21               | 12219      | 12130        |
| Sévérac d’Aveyron                             | 4.044                    | 208,72     | 19               | 12270      | 12150        |
| Vimenet                                       | 249                      | 20,95      | 12               | 12303      | 12310        |
| Communauté de communes des Causses à l’Aubrac | 14.487                   | 741,53     | 20               | –          | –            |